# Хайсам I (ширваншах)
Хайсам I (д/н — бл. 880) — 1-й ширваншах в 861—880 роках. Заснував Державу Ширваншахів.

## Життєпис
Походив з впливового роду Маз'ядідів — намісників (валі) провінції Армінія Багдадського халіфату. Його дід Язід ібн Маз'яд аш-Шейбані з арабського племені Рабі'а був намісником халіфа у Вірменії та Алупанії. Батько Халід ібн Язід успадкував намісництво Вірменії та Алупанії. Стрийко майбутнього ширваншаха — Мухаммад ібн Язід став засновником міста Гянджі. Брат Мухаммад був намісником Армінії, зміцнивши своє становище в Ширвані. Після смерті останнього Хайсам став фактично напівнезалежним володарем Ширвану.
861 року скористався розгардіяшем в халіфаті, що почався після вбивства халіфа Аль-Мутеваккіля, оголосивши себе ширваншахом. Його інший брат Язід став лайзаншахом в Лайзані.
Дотримувався союзних відносин з Дербентським еміратом. Водночас намагався захистити свою владу від халіфських намісників на Кавказі. Разом з тим здійснював походи проти держави Сарір в Дагестані. Під час одного з них загинув близько 880 року. Йому спадкував син Мухаммад I.